# TER Aquitaine

Logo TER Aquitaine

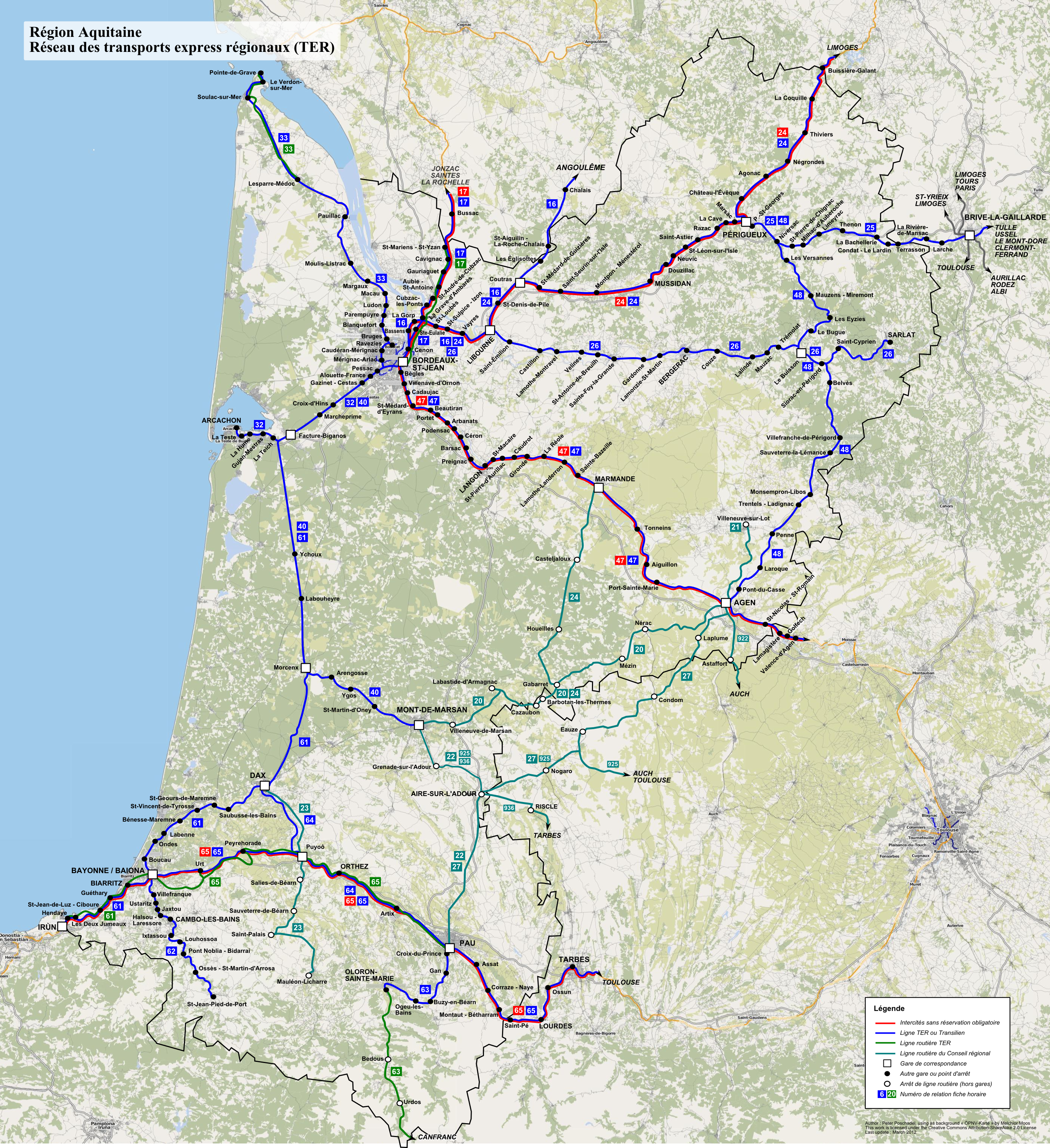
Karte des TER Aquitaine

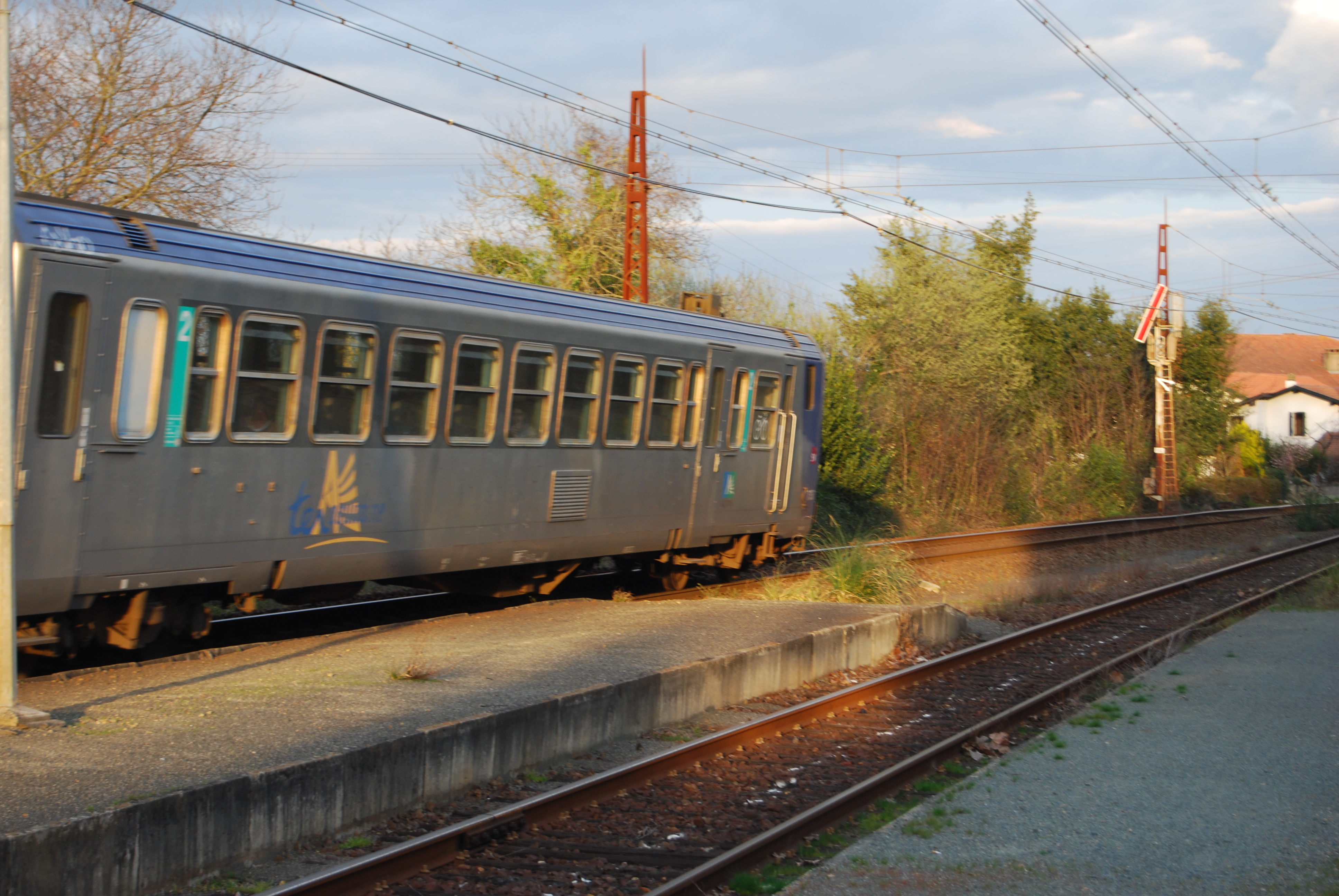
Am Bahnhof von Urt an der Strecke 65

Der TER Aquitaine war ein Verkehrsunternehmen, das von 2002 bis 2017 für die französische Region Aquitanien die Logistik des öffentlichen Personennahverkehrs (ÖPNV) zur Verfügung stellte. Der Netzbereich umfasste die fünf Départements Dordogne, Gironde, Landes, Lot-et-Garonne und Pyrénées-Atlantiques.
Im Zuge der Neuordnung der französischen Regionen ging der TER Aquitaine im neugegründeten TER Nouvelle-Aquitaine auf.

## Strecken
Es wurden folgende Strecken bedient (Abschnitte außerhalb der Départements in kursiv):

### Bahnstrecken
- 16 Angoulême–Coutras–Bordeaux
- 17 Saintes–Saint-André-de-Cubzac–St. Mariens-St Yzan–Bordeaux
- 24 Limoges–Périgueux–Bordeaux
- 25 Brive–Périgueux–Bordeaux
- 26 Sarlat–Bergerac–Bordeaux
- 32 Arcachon–Bordeaux
- 33 Le Verdon–Lesparre–Bordeaux
- 40 Mont de Marsan–Morcenx–Bordeaux
- 47 Agen–Marmande–Bordeaux
- 48 Agen–Périgueux
- 61 Hendaye–Dax–Bordeaux
- 62 Bayonne–Saint-Jean-Pied-de-Port
- 63 Pau–Oloron–Bedous (weiter Bus s. u.)
- 64 Pau–Dax–Bordeaux
- 65 Bayonne–Pau–Tarbes

### Strecken mit Busverkehr (ligne routière régionale)
- Linie Agen–Villeneuve-sur-Lot
- Linie Agen–Barbotan–Mont-de-Marsan
- Linie Marmande–Barbotan
- Linie Mauléon–Puyoo–Dax
- Linie (Oloron–) Bedous–Canfranc
- Linie Pau–Aire-s/l'Adour–Agen
- Linie Pau–Aire-s/l'Adour–Mont-de-Marsan

## Rollendes Material
Nach Angaben des Unternehmens fuhren täglich mehr als 300 Züge mit mehr als 35.000 Reisenden. Dabei wurden 158 Bahnhöfe und Haltepunkte an 14 verschiedenen Strecken angefahren. Insgesamt waren 1490 km Bahnstrecke in der Bewirtschaftung, davon 978 km elektrifiziert. Ab 2002 wurden für 234 Mio. Euro 100 neue Züge in Dienst gestellt und 120 Waggons renoviert. Seit 2006 wurden in der Region 60 Bahnhöfe und 97 Haltepunkte modernisiert (Stand Sommer 2011). Das Gesamtvolumen an Ausgaben betrug von 2002 bis 2011 1,14 Mrd. Euro.